# Quebrada La Guayabala
La quebrada La Guayabala es una importante corriente hídrica de la ciudad de Medellín.
Nace en la cuchilla El Barcino a 2.160 m s. n. m., en su recorrido de 9,5 km atraviesa Altavista, Belén y Guayabal; para desembocar en la Quebrada Altavista a 1.490 m s. n. m. al costado sur del Cerro Nutibara.

## Cauce y hechos históricos
Esta quebrada nace cerca a la famosa "Piedra de los Encantos"  que es una especie de entierro indígena; ubicado en el alto de los encantos, muy cerca de la vereda el Jardín,. donde se han tejido una serie de mitos y leyendas, que forman parte de la tradición oral de la vereda Manzanillo y sus alrededores. 
A su paso por Altavista, atraviesa el centro poblado de San José del Manzanillo.
Al entrar en a la comuna de Guayabal es canalizada y se convierte en el principal referente ambiental de la misma. Esta quebrada corre justo por debajo de la pista de aterrizaje del Aeropuerto Olaya Herrera
La cuenca de la quebrada La Guayabala limita con la de las quebradas  Altavista al norte,  La Jabalcona al sur, Doña María al occidente y el Río Medellín al oriente.

### Afluentes
Los afluentes más importantes de la quebrada La Guayabala son las quebradas Potrerito o  Catarala, Guayabala Oriental o Campo Amor, La Pabón, Saladito, Caza Diana y los caños Sanín y El Rincón.

### Corredor verde de La Guayabala
El corredor verde de La Guayabala es uno de los 34 proyectos de restauración de conexión biológica al interior de la ciudad de Medellín, como una apuesta para la interacción y desplazamiento de avifauna, insectos y mamíferos presentes en el área metropolitana, ayudando a su vez al mejoramiento de las condiciones abióticas como la reducción de la temperatura y a controlar condiciones antrópicas, como la reducción en la concentración de los gases contaminantes.
Este proyecto consiste en la revegetalización por medio de la siembra de árboles, palmeras, arbustos y plantas de diversos tipos en:
- 18 separadores viales y andenes (Av. Guayabal, Av. Oriental, Calle 30, San Juan, Calle Colombia, Carrera 65, Av. Ferrocarril, Calle 10, Calle Argentina, Av. El Poblado, Av. Juan del Corral, Carrera Junín, Calle Echeverri,  Carrera Bolívar, La Playa,  Carrera Girardot, Carrera Giraldo y Los Huesos).[3]
- 13 quebradas (La Iguaná, La Hueso, Malpaso, El Molino, La Guayabala, La Bermejala, La Presidenta, La Picacha, Ana Díaz, Altavista, La Volcana, La Poblada y La Pelahueso).[3]  Los corredores verdes de quebradas generan continuidad en el sistema verde de la ciudad. Con las siembras de árboles en estos, se mejora la biodiversidad y se generan espacios para la relación de especies. Adicionalmente, en ellos se evidencia la llegada de animales como el mono Tití, el Zorro Perruno y el ave llamada Guadañero Estriado.[4]
- 3 cerros tutelares (El Volador, Nutibara y Asomadera)[3]

De todos los corredores de quebrada, el de La Guayabala es el más grande y ambicioso, con casi 2000 árboles sembrados, La Guayabala está en uno de los principales enlaces ecológicos de la ciudad que une importantes zonas verdes como el cerro Nutibara, el área del club El Rodeo, la avenida Guayabal y el cementerio Campos de Paz -en la parte urbana- y que se extiende hasta la zona rural en el corregimiento Altavista, vereda San José de Manzanillo, la restauración de la conectividad biológica es evidente, ya que se unirían 2 zonas de vida, la de bosque tropical en la ciudad, con la de la cuchilla El Barcino, donde nace, que pertenece a bosque húmedo montano bajo.
- Datos: Q23727329